# Barna da Siena

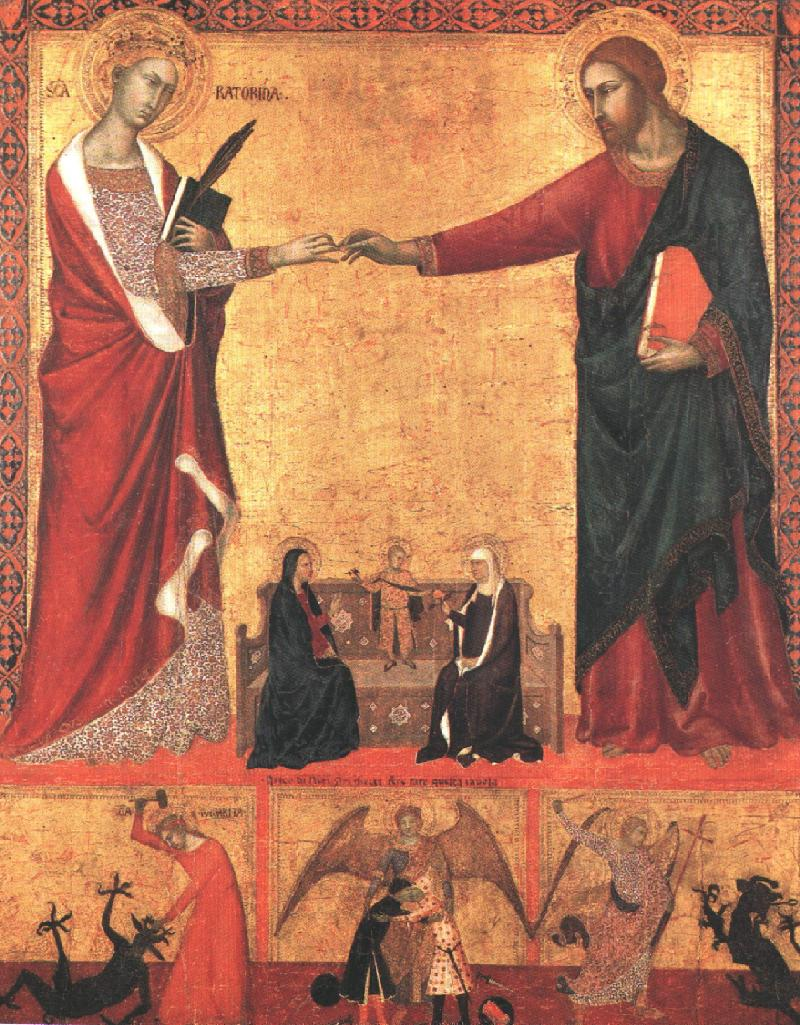
Het mytische huwelijk tussen de heilige Catharina en Christus, 1340, Museum of Fine Arts (Boston).

Barna da Siena ook Barna di Bertino genoemd, was een Italiaanse schilder uit de 14e eeuw die actief was tussen 1330 en 1350, in Siena. Hij zou een leerling van Simone Martini geweest zijn en was de toonaangevende kunstenaar in Siena in de periode dat hij actief was.
Naar Barna di Bertino is er wel een documentaire verwijzing. In 1340 was hij bij de gezworenen van het handelstribunaal.
Zijn reputatie gaat terug op de frescocyclus die hij zou geschilderd hebben in de  Collegiata van San Gimignano met episodes uit het leven en de passie van Christus in de late jaren 1330 of in de jaren 1340. In deze fresco’s zijn vier handen te herkennen.
Wat we weten over de schilder is gebaseerd op I comentarii van Lorenzo Ghiberti en op de beschrijving door Vasari in de eerste editie van zijn Vite. Tegenwoordig wordt het bestaan van een Barna da Siena sterk betwijfeld door de experts.

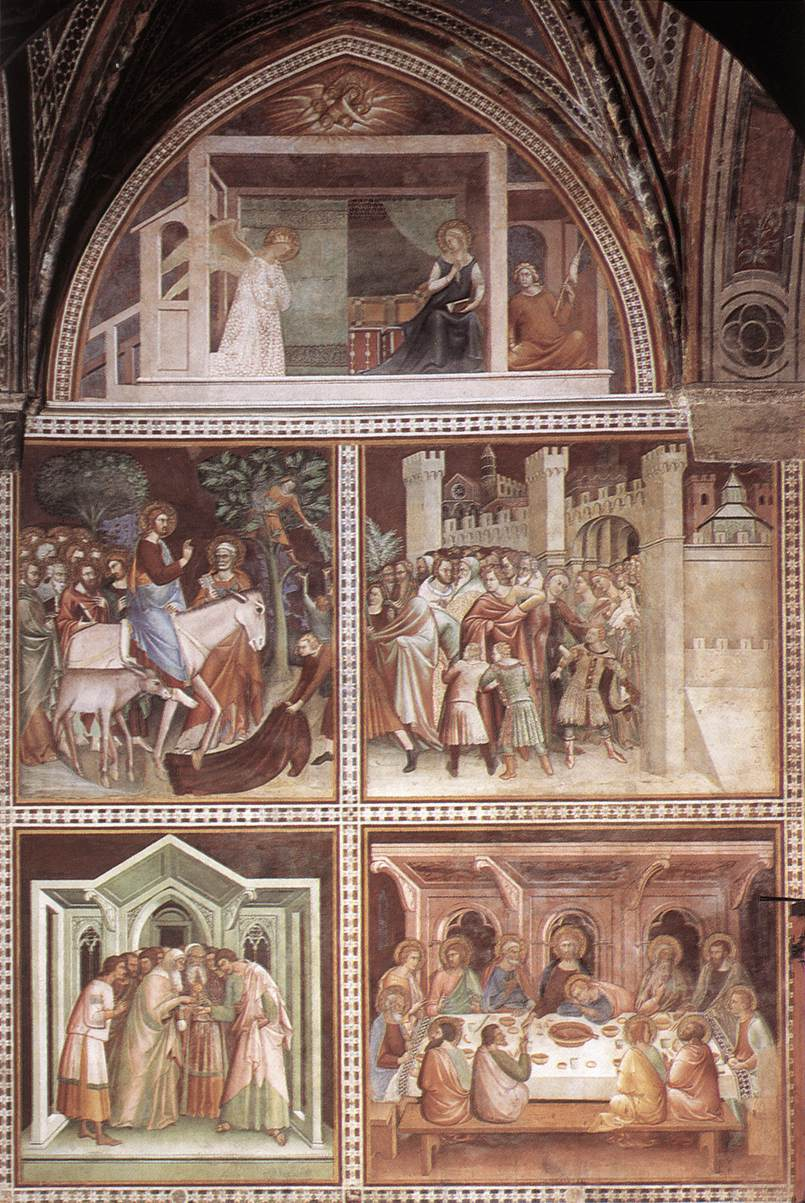
Scènes uit het Nieuwe Testament, 1367, Collegiata San Gimignano

Barna wordt voor het eerst vermeld door Lorenzo Ghiberti omstreeks 1447-1455 als de auteur van een aantal fresco’s over het Oude Testament in een niet nader genoemde kerk in San Gimignano. Nu worden die fresco’s geassocieerd met de cyclus fresco’s over het Oude Testament in de linkervleugel van de Collegiata, maar die werden omstreeks 1367 gerealiseerd door Bartolo di Fredi Cini. Kunsthistorici menen dat Barna een verkeerde spelling was van Bartolo door Ghiberti. Die schatte de kunstenaar hoog in en schreef dat hij ook in Florence en Cortona gewerkt had. Vasari nam de beschrijvingen van Ghiberti over in zijn eerste editie van zijn Vite (1550) maar in zijn tweede editie (1568) noemt hij hem de schilder van een serie fresco’s over het Nieuwe Testament in de "pieve” van San Gimignano. Hij vermeldde dat de schilder stierf in 1381 door een val van een stelling tijdens zijn werk aan de frescocyclus. Die datum van 1381 klopt echter niet met de stijl van het werk en met het feit dat de autoriteiten van San Giminiano met de decoratie van de kerk een aanvang namen in 1333. Vasari voegde een aantal werken aan zijn oeuvre toe en schreef dat hij naast in San Gimignano actief was in Cortona, Arezzo, Florence en Siena. Barna zou een leerling gehad hebben, Giovanni da Asciano, die zou meegewerkt hebben aan de fresco’s in San Gimignano.
Tegenwoordig (zie Kleinhenz 2004) gaat men ervan uit dat de frescos’s van de hand van andere kunstenaars zijn en dat sommige ervan werden uitgevoerd door medewerkers van Simone Martini onder de leiding van Lippo Memmi.
Er worden aan deze meester een aantal werken toegeschreven op basis van de stijlkenmerken van de frescocyclus in de Collegiata van San Gimignano. Op basis van wat over hem door Ghiberti en Vasari geschreven is kan men samenvatten dat hij (indien hij een reëel persoon was):
- een Sienese schilder was
- in de San Agostino (later Santo Spirito) in Florence werkte, werk dat verloren ging bij een brand.
- waarschijnlijk actief was in Cortona, misschien in de San Margherita
- uiteindelijk werkte aan de frescocyclus van het Nieuwe Testament in de Collegiata van San Giminiano

- Gemeinsame Normdatei: 11884928X
- International Standard Name Identifier: 0000 0003 7146 2299
- Library of Congress Control Number: nr98029970
- Nederlandse Thesaurus van Auteursnamen: 321321243
- RKD-Nederlands Instituut voor Kunstgeschiedenis: 4517
- Union List of Artist Names: 500004337
- Virtual International Authority File: 25399844
- WorldCat: E39PBJwmVHYGC3qQbCdmmwtVG3